# 母里由美子
母里 由美子（もり ゆみこ、3月19日 - ）は、日本の作曲家、歌手、ピアニスト、アレンジャー、音楽プロデューサー。六子のサポートメンバーであり、ピアノとコーラスを担当する。有限会社ミューズランプに所属していた。
島根県安来市出身。血液型O型。年齢不詳希望。

## 来歴
- 地元で20年間作曲活動を続け、これまでに[いつまでに?]作った曲は数100曲にのぼる。
- 地元CMの楽曲、教材用の楽曲、ゲームミュージックと、手掛けてきた曲のジャンルは多彩。天童よしみやMiなどにも楽曲を提供している。
- 日本作曲家協会主催「あたらしい日本の歌」2003年、2004年、2年連続グランプリ受賞
- 現在は[いつ?]、松江市在住のシンガーソングライター・六子（土江六子）のサポーターとして活動。
- 1987年 尚美音楽学院卒業。
- 1991年 地元の音楽制作プロダクションに入社し、CMや音楽番組などを多数制作。
- 1993年 プレイステーション用の音楽制作に参加し、数十タイトルを制作。
- 1995年 6スピーカーを使用した特殊立体音響システムDMSSの開発に参加。
- 1996年 DMSSを使用した立体音響音楽の作曲に着手し、全国の美術館や展示施設に導入される。
- 1998年 ハイビジョン作品『世界文化遺産・姫路城の四季』の全音楽を担当。同年のHVC新映像コンテストにて優秀賞を受賞。受賞を機にハイビジョン作品の制作に多数参加。
- 1999年 全国知的障害者スポーツ大会（ゆうあいピック）オープニング、式典全音楽の作曲を担当。全国マルチメディア祭オープニング立体音楽の作曲を担当。
- 2000年 幼児教材CDソフトの音楽を担当、2年間に100曲を制作。同年、島根県制作のハイビジョン作品3タイトルの全音楽を担当。
- 2001年 日本作曲家協会主催「日本の歌」コンテストにて優秀賞を受賞。オリジナルCD『海月・くらげ』を制作・発売。
- 2002年 日本作曲家協会主催「日本の歌」コンテストにてグランプリを受賞。テクノアーク向けDVD作品『Healing for Relaxroom』を制作。
- 2003年 全国高等学校総合体育大会（インターハイ）開会式典の音楽を担当。
- アーティストおよび子供向けに作品を提供中。
- 日本音楽著作権協会会員。日本作曲家協会会員。日本童謡協会会員。

## 人物
結構悔やむタイプ。
趣味は料理と匂い。そして後悔しながらの飲酒。

## 出演
- 六子のM-Street（エフエム山陰、2007年4月 - 2008年3月）